# Directeur des services de greffe judiciaires (France)
 (janvier 2025).
En France, un directeur des services de greffe judiciaires (DSGJ), anciennement appelé greffier en chef, est un fonctionnaire de catégorie A chargé de diriger les services de greffe d'une juridiction de l'ordre judiciaire.
Il exerce des fonctions d'encadrement, de direction, d'administration, de conception, d'animation et de coordination des greffes des juridictions, dans les services administratifs régionaux, à l'École nationale des greffes, à l'École nationale de la magistrature, à l'administration centrale du ministère de la Justice, et dans les conseils départementaux de l'accès au droit où il exerce les fonctions de secrétaire général.
En outre, il exerce les attributions judiciaires et juridictionnelles, qui lui sont conférées par les lois et règlements, par le code de l'organisation judiciaire, le code du travail et les textes particuliers. 
Le directeur des services de greffe est soumis à un statut particulier prévu par le décret n° 2015-1273 du 13 octobre 2015.
Il supervise le travail des greffiers des services judiciaires et des agents placés sous son autorité.
Lorsqu’il dirige le greffe de toute une juridiction, il est appelé directeur de greffe. Le directeur de greffe est secondé, selon la taille de la juridiction, par un ou plusieurs directeurs de greffe adjoints et par des chefs de service.

## Statut et mode d'exercice
Le corps des directeurs des services de greffe judiciaires appartient à la catégorie A de la fonction publique d'État. Ses membres exercent des fonctions d’encadrement, de direction, d’administration, de conception, d'animation et de coordination; ainsi que certaines attributions judiciaires.
Depuis le 1er novembre 2015, la dénomination du corps des greffiers en chef a été remplacée par celle de directeurs des services de greffe judiciaires. Cet intitulé du corps ne doit pas être confondu avec la fonction de directeur de greffe, qui est le directeur fonctionnel, principal ou hors-classe détenant l'autorité hiérarchique sur les autres directeurs des services de greffe.
Les directeurs des services de greffe exercent leurs fonctions au sein du ministère de la Justice, à la Cour de cassation, à la Cour de justice de la République, dans les cours d'appel, les tribunaux judiciaires, les tribunaux de proximité et les conseils de prud'hommes. 
Un DSGJ peut être amené à exercer des fonctions judiciaires et juridictionnelles. Il peut délivrer les certificats de nationalité française après une audition du demandeur, il assure la vice-présidence du Bureau d'aide juridictionnelle (BAJ), il peut recevoir, valider et transmettre les demandes de procuration de vote, gérer l'apposition des scellés, procéder à la certification des frais de justice, vérifier les comptes de gestion en matière de tutelles, conduire la répartition des saisies des rémunérations, recevoir les consentements à l'adoption et les déclarations conjointes d'autorité parentale et de changement de nom, recueillir les déclarations d'acquisition de nationalité française, et certifier et valider les titres exécutoires européens. Il détient également une compétence partagée par le droit international privé en matière de demande de reconnaissance des décisions de justice étrangères.
Les DSGJ peuvent aussi exercer des fonctions d'administration et de direction à l'administration centrale, à Paris, et au sein des services administratifs régionaux.
Dans les services administratifs régionaux (SAR), ils sont responsables de la gestion des ressources humaines, du budget, de la formation, du patrimoine immobilier, des marchés publics ou de l'informatique. Il existe un SAR par cour d'appel, dirigé par un magistrat ou un directeur des services de greffe judiciaires, appelé directeur délégué à l'administration régionale judiciaire (DDARJ).
Ils peuvent aussi être chargés d'enseignement, notamment à l'École nationale des greffes.

### Recrutement
Les directeurs des services de greffe judiciaires sont recrutés par trois concours :
- Un concours externe ouvert aux candidats titulaires d’un diplôme de niveau II (bac+3) ;
- Un concours interne ouvert aux fonctionnaires justifiant de 4 années de service public au 1er janvier de l'année au titre de laquelle est organisé le concours ;
- Un troisième concours, ouvert lui aux candidats justifiant avoir exercé un mandat d’élu ou des activités professionnelles d’un niveau comparable à celles de directeur des services de greffe.

Il est également possible d'être promu "au choix", après inscription sur une liste d'aptitude. Cela concerne les greffiers des services judiciaires, les fonctionnaires de catégorie B du ministère de la justice, ainsi que les fonctionnaires détachés dans l'un de ces corps, pouvant justifier de 9 années de service public, dont au moins 5 dans un de ces corps.
Les directeurs nommés à la suite de leur réussite à un des concours sont nommés directeurs des services de greffe judiciaires stagiaires. Les directeurs stagiaires ayant la qualité de fonctionnaire avant la nomination sont placés en position de détachement de droit. Les directeurs promus au choix sont titularisés dès leur nomination.

### Grades des directeurs des services de greffe judiciaires
- Directeur hors classe ;
- Directeur principal ;
- Directeur.

Les directeurs stagiaires sont nommés par arrêté du ministre de la Justice dans le grade de directeur.
Sont nommés au grade de directeur principal, après plusieurs années de service, les directeurs mutés et affectés sur un poste de niveau hiérarchique supérieur, accessible après réussite d'un examen professionnel et inscription au tableau d'avancement.
Le grade à accès fonctionnel de directeur hors classe a été créé par la dernière réforme statutaire. Les premiers directeurs hors classe ont été promus en septembre 2016, au choix, parmi les directeurs principaux remplissant les conditions spécifiques d'exercice de fonctions de haut niveau de responsabilité et d'expertise.

### Fonctions
Les directeurs des services de greffe sont assermentés. 
Ils accomplissent les actes de gestion dans les domaines administratifs, budgétaires et des ressources humaines, nécessaires au fonctionnement des juridictions. Ils peuvent être chargés d’études.
Un directeur des services de greffe peut exercer toutes les attributions du greffier, y compris siéger à l'audience. C'est cependant une situation très exceptionnelle.
Dans la salle d’audience, le greffe prend généralement place en face du représentant du ministère public. Ils siègent généralement de part et d'autre des magistrats du siège, pour marquer les rôles et fonctions de chaque acteur de l'audience.

### Le directeur de greffe
Le directeur de greffe a un rôle d'encadrement du greffe de toute une juridiction. Depuis le 1er janvier 2020, un directeur de greffe peut être à la tête du greffe de la Cour de cassation, du greffe d'une cour d'appel ou du greffe d'un tribunal judiciaire (y compris de ses chambres de proximité et des conseils de prud'hommes de son arrondissement judiciaire). Il exerce des fonctions de gestion, d'administration et de direction. Le directeur de greffe participe conjointement avec les chefs de cour (premier président et procureur général) ou de juridiction (président et procureur) à l'élaboration du tableau de roulement des audiences, des permanences. Il demande, prépare et exécute le budget de la juridiction en concertation avec eux.
Le directeur de greffe est également chargé d'attributions juridictionnelles comme la vice-présidence du bureau d'aide juridictionnelle, la vérification des dépens, ou la vérification des comptes de tutelles.

### Emplois de direction et emplois fonctionnels
Les postes de directeur de greffe et de directeur délégué à l’administration régionale judiciaire à la tête des structures les plus importantes et celui de directeur de l’École nationale des greffes, caractérisés par de fortes responsabilités (fonctions du groupe 1), relèvent de l’encadrement supérieur (catégorie A+) et correspondent à des emplois de direction du ministère de la justice. Ils sont au nombre de 55.
Les emplois de directeur fonctionnel des services de greffe correspondent aux structures de taille moyenne et de grande taille (fonctions du groupe 2). Les 96 directeurs fonctionnels occupent notamment des emplois de directeur de greffe, de directeur de greffe adjoint dans des juridictions ou de directeur délégué à l’administration régionale judiciaire. 

### Valorisation et évolution des fonctions
Par ailleurs, des négociations se déroulent en 2024, sur les questions relatives à la valorisation et l’évolution des fonctions de directeurs des services de greffe.  
Le 27 janvier 2025, un mouvement national des directeurs des services de greffe judiciaires a été organisé, marquant une mobilisation sans précédent. La CFDT souligne que la reconnaissance statutaire et fonctionnelle de ce corps est essentielle et incontournable. Selon le syndicat, les directeurs des services de greffe (DSGJ) sont des piliers indispensables des juridictions, allant bien au-delà de simples rôles d’encadrement. Ils constituent un véritable corps de direction, chargé de l’animation, de la conception et de l’organisation des services de greffe, et méritent une pleine reconnaissance à la hauteur de leurs responsabilités.  
Ce mouvement a vu la participation de près de 1000 agents, rassemblés aussi bien à Paris, Place Vendôme, qu’en région et en outre-mer. Pour la première fois, un ministre a exprimé son soutien envers ce corps, mais la CFDT insiste sur la nécessité de passer des paroles aux actes, avec un repositionnement et une véritable revalorisation de leur statut.
Le taux de grévistes s'élèverait à 66% lors de ce mouvement, illustrant l'ampleur de la mobilisation pour obtenir la reconnaissance qu'ils jugent méritée.
Ils formulent une triple demande : revalorisation statutaire avec un passage en catégorie A+, amélioration des grilles indiciaires et du régime indemnitaire. Des discussions ont été programmées entre l'administration des greffes et les organisations syndicales le 11 février 2025, alors que la mobilisation nationale s'organise.

### Serment
La prestation de serment des nouveaux directeurs se déroule généralement lors d'une audience solennelle délocalisée du tribunal judiciaire de Dijon.
Son contenu est le suivant : « Je jure de bien et loyalement remplir mes fonctions et de ne rien révéler ou utiliser de ce qui sera porté à ma connaissance à l'occasion de leur exercice. »

### Robe
Les directeurs des services de greffe portent la robe d’audience qui diffère selon la fonction et la juridiction.
Au tribunal judiciaire, la robe des directeurs des services de greffe est la même que celle des magistrats. Aux audiences solennelles de la Cour de cassation et de la cour d'appel, le directeur de greffe porte la même robe que les conseillers, alors que les directeurs des services de greffe portent la robe noire. Une fois revêtus de la robe, le magistrat et le directeur des services de greffe peuvent être différenciés par l'absence de galon à la toque du directeur des services de greffe.
Le port de la robe par les directeurs est en général limité aux audiences solennelles. Ils la portent également lors de certaines audiences de prestation de serment, où l'usage veut qu'ils siègent en lieu et place du greffier. 

Les directeurs des services de greffe affectés à l'administration centrale et dans les services administratifs régionaux ne portent pas la robe.

Robe de directeur des services de greffe judiciaires
Robe d'audience de directeur de greffe de cour d'appel
Robe d'audience de directeur de greffe de la Cour de cassation

### Formation
En raison du petit nombre de postes offerts aux recrutements et de l’irrégularité de leur fréquence, s’agissant d'un corps à faible effectif, les concours sont très sélectifs. Le concours externe de recrutement des directeurs des services de greffe est accessible aux diplômés bac + 3. Dans la pratique, la grande majorité des reçus au concours externe possède au minimum un bac + 5 (master 2), comme 81% des admis en 2020.
Après leur réussite aux concours, les directeurs stagiaires des services de greffe suivent une formation rémunérée de 18 mois.
Celle-ci se compose :
- de cours théoriques dispensés à l'École nationale des greffes de Dijon, portant en grande partie sur le management, la gestion, le pilotage, et la procédure civile, pénale et prud'homale ;
- de stages pratiques dans les différentes juridictions (tribunaux judiciaires, conseils de prud'hommes et cours d'appel) et dans les SAR ;
- d'un stage "extérieur" d'une durée maximale de quatre semaines[19].

Les directeurs promus au choix ne suivent qu'une formation de douze mois.

### Statistiques
Les effectifs de ce corps de fonctionnaires des services judiciaires s’élèvent en 2019 à 1 802 directeurs des services de greffe.